# 리종만
리종만(李鍾萬, 일본식 이름: 月城鍾萬, 표준어: 이종만, 1885년 1월 14일 ~ 1977년 1월 19일)은 일제강점기의 기업인이자 조선민주주의인민공화국의 정치인이며 민족문제연구소의 친일인명사전 수록자 명단의 경제 부문, 친일단체 부문에 수록된 인물이다.

## 생애
1912년 일제가 토지조사령을 공포한 직후에 농림주식회사를 설립했다. 1937년 6월 당시 평안북도 초산군, 자성군, 태천군, 강계군, 함경남도 정평군, 영흥군, 단천군, 회령군, 무산군, 갑산군, 경상북도 의성군, 경상남도 울산군 소재 광산 등 전체 면적 760,000,000평에 달하는 750광구를 소유할 정도로 "광산왕"이라는 별명이 붙기도 했다. 1937년 6월 6일 대동광업(大同鑛業)주식회사를 설립하고 사장으로 취임했으며 같은 날에 대동광산중앙조합(大同鑛山中央組合) 이사장으로 취임했다.
1937년 6월 17일 재단법인 대동농촌사(大同農村社), 대동출판사(大同出版社)를 설립하고 이사장으로 취임했으며 대동농촌사 이사장 재직 시절 전체 수확물의 7할을 농민이, 나머지 3할을 재단이 소유하는 제도를 도입했다. 이 제도는 30년 뒤에 농민이 수확물 전체를 갖는 대신 재단이 소유권만을 갖는 제도였다. 1937년 6월 당시 평안북도 초산군, 자성군, 태천군, 강계군, 함경남도 정평군, 영흥군, 단천군, 회령군, 무산군, 갑산군, 경상북도 의성군, 경상남도 울산군 소재 광산 등 전체 면적 760,000,000평에 달하는 750광구를 소유하는 대지주였으며, 노예도 많이 보유했다.
1937년 7월 19일 애국부인회 조선본부에 북지황군위문품대의 일원으로 1,000원을 기부했고 1937년 10월 평양 숭실전문학교를 1,200,000원에 인수했다.
1938년 1월 잡지 《농업조선(農業朝鮮)》을 창간했으며 1938년 6월 사립 대동공업전문학교를 설립, 경영했다. 1939년 4월 조선산금협의회(朝鮮產金協議會) 위원으로 위촉되었고 1939년 6월 28일 일본군 위문대 대금으로 1,000원을 헌납했다. 1939년 11월 조선유도연합회 평의원을 역임했으며 1940년 7월 잡지 《삼천리》에 〈지원병(志願兵)과 혈(血), 한(汗), 사랑(愛)의 인(人))〉을 기고했다. 1941년 9월 임전대책협의회 채권가두유격대 명치정대에 참여했고 같은 달에 조선임전보국단 경성 지역 발기인으로 참여했다. 1941년 10월 조선임전보국단 이사를 역임했으며 이러한 경력으로 인해 민족문제연구소의 친일인명사전 수록자 명단의 경제 부문, 친일단체 부문에 수록되었다.
1946년 5월 1일 《독립신보(獨立新報)》를 창간했으며 1946년 8월 23일 조선산업건설협의회 회장으로 선임되었다. 월북 이후인 1954년 조선민주주의인민공화국 광업부 고문을 역임했으며 최고인민회의 제2기 대의원, 조국통일민주주의전선 중앙위원 및 상무위원을 역임했다. 조국통일상을 수상했으며 김일성은 그를 "애국적 기업가"로 평가했다고 전해진다. 자본가로는 유일하게 애국렬사릉에 매장된 인물이다.

## 참고 자료
- 민족문제연구소 (2009). 〈이종만 (1)〉. 《친일인명사전 3 (ㅇ ~ ㅎ)》. 서울. 131 ~ 132쪽.